# Irmo
Irmo, que significa «Anhelante» o «Señor de los Anhelos» en lengua sindarin, es un personaje ficticio del legendarium del escritor J. R. R. Tolkien. Es uno de los Valar, Señor de los Sueños y de las Visiones. Es el hermano de Mandos y Nienna y esposo de Estë. 
Aunque Irmo es el verdadero nombre del Vala, se le conoce más comúnmente como Lórien. Este nombre se debe al lugar donde habita en Valinor, los jardines de Lórien, que era el lugar más bello del mundo. El palacio de Irmo se encontraba en el centro del Lago Lórellin. Pero Lórien era además el hogar de algunos Maiar, como Olórin y Melian, y también vivían muchos espíritus, ya que Irmo y su hermano son los Fëanturi ("Señores de los Espíritus" en quenya). Fue a Lórien donde Míriel, esposa del Rey Finwë, fue a dormir y ya nunca quiso volver.